# Procerocymbium sibiricum
Procerocymbium sibiricum is een spinnensoort in de taxonomische indeling van de hangmatspinnen (Linyphiidae).
Het dier behoort tot het geslacht Procerocymbium. De wetenschappelijke naam van de soort werd voor het eerst geldig gepubliceerd in 1989 door Kirill Yuryevich Eskov.